# Buc (Yvelines)
Buc – miejscowość i gmina we Francji, w regionie Île-de-France, w departamencie Yvelines.
Według danych na rok 1990 gminę zamieszkiwały 5434 osoby, a gęstość zaludnienia wynosiła 673 osób/km² (wśród 1287 gmin regionu Île-de-France Buc plasuje się na 316. miejscu pod względem liczby ludności, natomiast pod względem powierzchni na miejscu 483.).